# 金子茂樹
金子 茂樹（かねこ しげき、1975年7月15日 - ）は、日本の脚本家。千葉県出身。フロム・ファーストプロダクション所属。

## 経歴
2004年、『初仕事納め』で第16回フジテレビヤングシナリオ大賞を受賞。代表作に『プロポーズ大作戦』『ハチミツとクローバー』などがある。
2018年、『ボク、運命の人です。』で第6回市川森一脚本賞を受賞。
2020年、『俺の話は長い』で第38回向田邦子賞を受賞。

## 受賞歴
- 第16回フジテレビヤングシナリオ大賞（2004年、『初仕事納め』）
- 第6回市川森一脚本賞（2018年、『ボク、運命の人です。』）
- 第38回向田邦子賞（2020年、『俺の話は長い』）[3]
- 東京ドラマアウォード2020 個人賞部門・脚本賞（『俺の話は長い』）[4]
- 第118回ザテレビジョンドラマアカデミー賞 脚本賞（『コタツがない家』）[5]

## 作品リスト

### テレビドラマ
- 初仕事納め（2005年、フジテレビ）フジテレビヤングシナリオ大賞受賞作
- ディビジョン1 ステージ10「産隆大學應援團」（2005年、フジテレビ）
- ディビジョン1 ステージ15「お台場冒険王SP 彼氏宣誓!!」（2005年、フジテレビ）
- 危険なアネキ（2005年、フジテレビ）
- プロポーズ大作戦（2007年、フジテレビ）
  - プロポーズ大作戦スペシャル（2008年、フジテレビ）
- ハチミツとクローバー（2008年、フジテレビ）
- 24時間あたためますか?〜疾風怒涛コンビニ伝〜（2008年、日本テレビ）
- ヴォイス〜命なき者の声〜（2009年、フジテレビ）
- 最後の約束（2010年、フジテレビ）
- 世にも奇妙な物語 20周年スペシャル・秋 〜人気作家競演編〜「はじめの一歩」「殺意取扱説明書」（2010年、フジテレビ）
- SUMMER NUDE（2013年、フジテレビ）
- きょうは会社休みます。（2014年、日本テレビ）
- 刑事バレリーノ（2016年、日本テレビ）
- 世界一難しい恋（2016年、日本テレビ）
- ボク、運命の人です。  (2017年、日本テレビ)
- もみ消して冬〜わが家の問題なかったことに〜（2018年、日本テレビ）
  - もみ消して冬 2019夏〜夏でも寒くて死にそうです〜（2019年、日本テレビ）
- 俺の話は長い（2019年、日本テレビ）
  - 俺の話は長い 〜2025・春〜（2025年、日本テレビ）[6]
- コントが始まる（2021年、日本テレビ）
- ジャパニーズスタイル（2022年、テレビ朝日）
- 大河ドラマが生まれた日（2023年、NHK）
- コタツがない家（2023年、日本テレビ）

### 映画
- スマイル 聖夜の奇跡（2007年）

### 舞台
- 初仕事納め（2006年） - 脚本
- 産隆大學應援團（2007年） - 原作・脚本
- COASTER（2007年） - 脚本
  - COASTER 2017（2017年） - 原案
- ナンシー（2010年） - 脚本
- 地球の王様（2017年） - 脚本
- 食用人間1号2号4号（2015年、下北沢駅前劇場） - 脚本・演出[7]

## 作詞
- PERIDOTS「9月のソーダ」（2007年9月5日リリース）
- Hey! Say! JUMP「ウィークエンダー」（2014年9月3日リリース、三井八雲名義）
- 石川さゆり「ダメ男数え唄」（2023年10月18日リリース）